# João Lourenço Rebelo
João Lourenço Rebelo, o João Soares Rebelo (1610 - 16 de novembre de 1665) va ser l'únic compositor portuguès a adoptar l'estil policoral venecià. Malgrat la seva proximitat amb el rei Joan IV de Portugal (1603-1656), i malgrat el que es diu tradicionalment, Rebelo mai va ocupar cap càrrec a la llar reial.

## La vida
Rebelo va néixer a Caminha el 1610, fill de João Soares Pereira i Maria Lourenço Rebelo. El 1624, es va convertir en nen del cor al Palau Ducal de Vila Viçosa, mentre que el seu germà gran, el pare Marcos Soares Pereira (? -1655) va ser admès com a cantant de capellà.
Encaixant els patrons de comportament aristocràtics del segle xvii, i com a signe de la seva importància, Teodosi II, duc de Bragança havia creat el Colégio dos Santos Reis Magos (Col·legi dels Reis Mags), una acadèmia per als músics de la cort, on Rebelo estudia amb Robert Turner (c. 1578-1629), un músic irlandès que ell mateix havia estat alumne del compositor flamenc Géry de Ghersem i mestre de capella de la capella del duc des de 1616, i possiblement amb Fra Manuel Cardoso. A diferència del que es diu tradicionalment, Rebelo no es va convertir en professor de música de l'hereu del duc João, duc de Barcelos (que era sis anys més gran que ell), simplement van mantenir una amistat que havia de durar la resta de la seva vida.
Després de l'enderrocament de la dinastia filipina l'1 de desembre de 1640, que governava Portugal des del 1580, João es va convertir en rei de Portugal i la capella ducal es va traslladar de Vila Viçosa a Lisboa. Els dos germans es van traslladar a la capital en comitiva del rei i el 1641 Marcos es va convertir en el mestre da Capela Real de la Capella Reial.
El 1646 Rebelo el van fer noble, Fidalgo de juro e herdade de la Casa Reial i va cavaller amb l'Ordre de Crist, una posició amb importants beneficis econòmics, la Comenda de São Bartolomeu de Rabal, amb uns ingressos anuals de dos-cents mil réis. El 1652 Rebelo es va casar amb Maria de Macedo, filla de Domingos de Macedo, governador de Monção.
Hi ha tres clares evidències per demostrar l'amistat i l'admiració del rei Joan IV de Portugal tenia en vers a Rebelo: la dedicació del seu propi tractat musical Defensa de la musica moderna (En defensa de la música moderna), publicat anònimament el 1650, una carta a l'agent portuguès a Roma i un paràgraf de la seva última voluntat i testament.
Dos dies abans de morir, el rei Joan IV de Portugal va escriure al seu testament (4 de novembre de 1656): “He ordenat que les obres de João Rebello s'imprimissin a Itàlia a costa meva; Li dono això i deixo 20 llibres a la meva biblioteca, ha de distribuir la resta a Castella, Itàlia, França i altres parts, segons cregui convenient. ". L'elecció d'un impressor romà es pot interpretar com un mitjà per exercir pressió sobre els Estats Papals, que encara no havien reconegut la independència de Portugal d'Espanya. Segons una traducció holandesa contemporània del testament, els llibres es van imprimir a Holanda, no a Itàlia

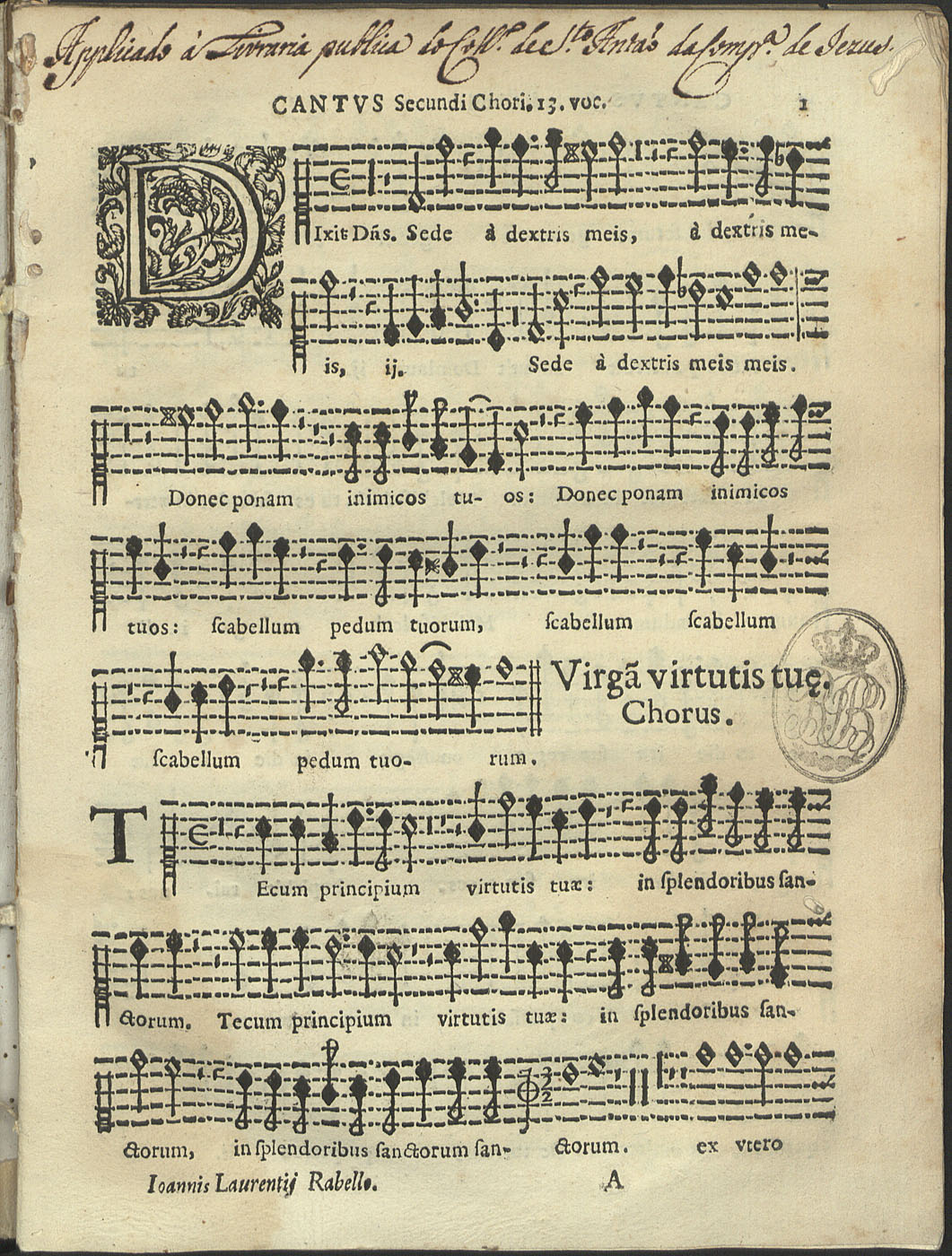
Exemple de l'edició de 1657 dels Salms de Rebelo, Roma

El 1657 el taller de Maurizio i Amadeo de Belmonte, a Roma, va imprimir la col·lecció de 33 peces datades entre el 1636 i el 1653, en forma de disset llibrets respectivament per a veu i instrument, amb el títol Joannis Laurentii Rabello Psalmi, tum Vesperarum tum Completarum. Item Magnificat, Lamentationes et Miserere (Salms, tant de Vespres com de Complletes). [I] també el Magnificat, les Lamentacions i el Miserere de João Lourenço Rebelo). Només s'havia conservat un exemplar d'aquesta edició, gràcies al sacerdot italià Fortunato Santini (1776-1861), i ara es conserva a la biblioteca del Seminari Episcopal de Münster. Una transcripció moderna ha estat publicada el 1982 per la Fundació Calouste Gulbenkian monumenta, edició Portugaliae Musica. També quatre volums de la impressió original van sobreviure a la Biblioteca Nacional de Portugal, del Col·legi Jesuïta de Santo Antão.
João Lourenço Rebelo va morir a Apelação (Loures) el 16 de novembre de 1661.

## Música, estil i influència
Actualment, només es coneixen quaranta-quatre composicions de Rebelo, totes publicades per Portugaliae Musica. Malauradament, la majoria de les seves obres es van destruir en el terratrèmol de Lisboa de l'1 de novembre de 1755, amb la destrucció de la Biblioteca Reial de Música. Qualsevol consideració sobre la música, l'estil i la influència de Rebelo es limita a aquest conjunt de composicions.
Rebelo és una bona il·lustració de la intrigant juxtaposició de la tradició i la innovació en la música occidental durant la major part del segle xvii. En paraules del musicòleg portuguès João Pedro d'Alvarenga, “la música de Rebelo ens apareix com un monument estrany al poc conegut paisatge musical del Portugal del segle xvii. En la seva qualitat arquitectònica abstracta, es va inclinar més a ignorar que a subratllar el text, en els efectes sonors que van des de massius fins a transparents, erigits en un joc diversificat de combinacions de veus i instruments sovint asimètrics, en els exigents escrits instrumentals i l'ornamentació vocal, s'adreça més a l'estil de compositors italians del nord del segle xvii als quals les obres de Rebelo havien tingut accés privilegiat a la rica biblioteca musical del rei Joan IV. Però no ignora el refinament contrapuntal propi dels compositors portuguesos de les generacions anteriors”.
Rebelo va ser un dels primers compositors portuguesos a escriure parts específiques per a instruments en les seves obres sagrades. Tot i que no va especificar quins instruments s'havien de tocar, la majoria de les seves composicions tenen parts obbligato amb l' etiqueta de vox instrumentalis. També tenen un baix continu. Tanmateix, poques si s'inclouen figures per indicar la naturalesa dels acords. Melòdicament, el baix continu segueix sempre el to baix i, per tant, agafa el caràcter de basso seguente.
En les seves composicions, Rebelo aposta per forts contrastos en el so i en la textura mateixa de l'arquitectura musical, barrejant cors de cantants, cantants solistes i veus i instruments. Podem trobar Cantus firmus cantat en notes llargues com a base d'un esplèndid contrapunt Concertato per a sis vox instrumentalis, com a Educes me (Salm 31, vers 5), la repetició interminable de la figuració musical a Super Aspidem (Salm 19, vers 13 - amb 13 parts) o les sonoritats típiques dels madrigals de Monteverdi a l'encantador Qui habitat (Salm 91, vers 1-6).
Al mateix temps, Rebelo sap evocar la polifonia de l'Escola romana, com es troba en un motet de set parts Panis angelicus, ple de relacions falses harmòniques o en les seves <i>Lamentationes</i>, en què el compositor aconsegueix efectes mitjançant l'ús de profundes harmonies cromàtiques.
No hi ha proves de que la música de Rebelo s'interpretés a la capella reial, cosa que no sorprèn, ja que Rebelo no va ocupar cap càrrec oficial. Podem considerar la hipòtesi de sessions musicals privades, només amb el rei assistent, però, de nou, l'absència d'evidències documentals en aquesta matèria, ens remet al camp dels supòsits.
Probablement, la majoria de les composicions de Rebelo es van fer en un sentit teòric i estètic, buscant un estil o concepte específic de la música més que l'exhibició del virtuosisme contrapuntal o assegurar-se un lloc en la història. Com diu Paul Van Nevel sobre la música de Rebelo: “Per a ell, la música era un art absolut amb idees pròpies que no estaven necessàriament connectades a cap text (...). Cal concloure que Rebelo va escriure de la manera que s'adaptava momentàniament: o va compondre música per servir un text o una música en la qual el text només és un rerefons per a l'expressió d'idees purament musicals”.

## Edicions modernes
- Psalmi tum Vesperarum, tum Completorii: Item Magnificat Lamentationes e Miserere, Vol. Jo / João Lourenço Rebelo / 1982 / ISBN 972-666-035-1
- Psalmi tum Vesperarum, tum Completorii: Item Magnificat Lamentationes e Miserere, Vol. II / João Lourenço Rebelo / 1982 / ISBN 972-666-036-X
- Psalmi tum Vesperarum, tum Completorii: Item Magnificat Lamentationes e Miserere, Vol. III / João Lourenço Rebelo / 1982 / ISBN 972-666-055-6
- Psalmi tum Vesperarum, tum Completorii: Item Magnificat Lamentationes e Miserere, Vol. IV / João Lourenço Rebelo / 1982 / ISBN 972-666-054-8

## Enregistraments
- 1996 Sacred Music from Seventeenth Century Portugal Melgás & Rebelo. The Sixteen, dir. Harry Christophers, Collins Classics 1465, reissued as Coro 16020
- 2000 Rebelo Vesper Psalms and Lamentations. Huelgas Ensemble, dir. Paul Van Nevel, Sony Vivarte 53115
- 2002 João Lourenço Rebelo Psalmi, Magnificat & Lamentationes. Currend, Erik van Nevel, Eufoda 1344